# Алуа Дансу
Алуа Дансу (8 січня 1974) — бенінський плавець.
Учасник Олімпійських Ігор 2004, 2008 років.